# Jordi Busquets (dissenyador industrial)
Jordi Busquets (Barcelona, 1965). Dissenyador industrial. Estudia a la Scuola Politecnica di Design de Milà i col·labora amb l'estudi Milano Los Angeles. Més tard es trasllada a Londres on s'incorpora al grup Allied International Designers. El 1987 funda a Barcelona el seu propi estudi de disseny dedicant-se bàsicament als productes de gran consum. Ha col·laborat amb empreses com Bra, Indo o Inoxcrom per a qui ha dissenyat la sèrie Today 320 (1994) o la Nautilus (1996), entre d'altres.